# مصطفى شاهين (لاعب كرة قدم)
مصطفى شاهين (8 أكتوبر 1989 بلبنان - ) هو لاعب كرة قدم لبناني في مركز الهجوم. شارك مع منتخب لبنان تحت 23 سنة لكرة القدم. أما مع النوادي، فقد لعب مع شباب الساحل ونادي النجمة ونادي محمدان والنادي الأهلي صيدا الرياضي.

## وصلات خارجية
- مصطفى شاهين على موقع قاعدة بيانات كرة القدم.إي يو (الإنجليزية)
- مصطفى شاهين على موقع Soccerway.com (الإنجليزية)